# حريق توركو

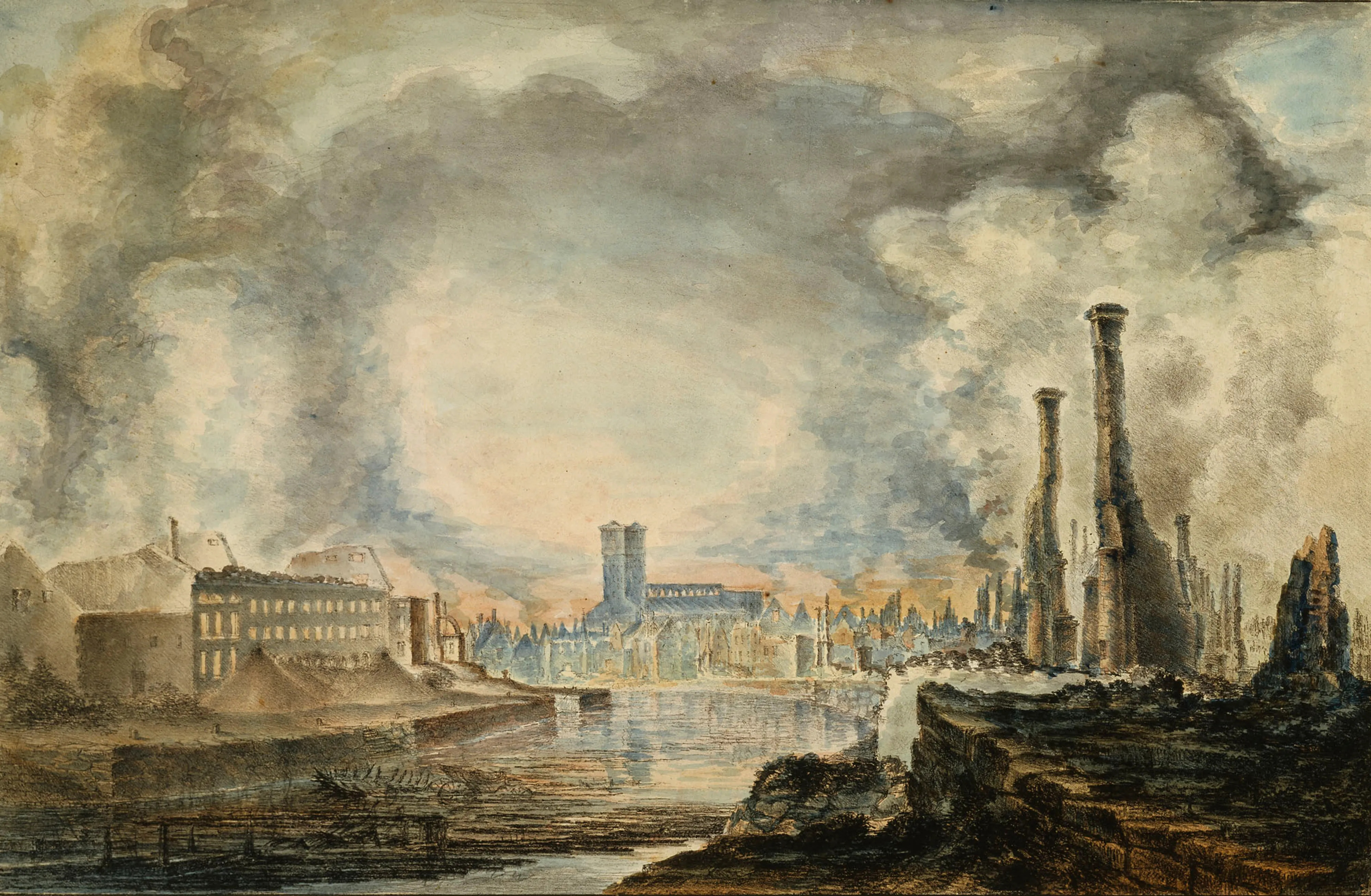
الكاتدرائية و مبنى الأكاديمية إثر الحريق 1827.

حريق توركو (بالفنلندية : Turun palo، السويدية Åbo brand) حريق هائل لا يزال الأكبر الذي اجتاح منطقة حضرية في تاريخ فنلندا و بلدان الشمال الأوروبي. بدأت النيران بالاشتعال في 4 سبتمبر 1827 بمنزل بورغر هيلمان على تلة أنينكايستنماكي قـُبيل الساعة 21:00 التهمت النيران بسرعة الحي الشمالي، وامتدت إلى الحي الجنوبي وبلغت نهر أورا ، و قبل منتصف الليل كانت النيران قد اندلعت بحي الكاتدرائية. بحلول اليوم التالي كان الحريق قد دمـّر 75 ٪ من المدينة. ولم ينج سوى 25 ٪ من المدينة وهي بشكل رئيسي الأجزاء الغربية والجنوبية.
دمـّرت النيران وسط توركو التاريخي بما في ذلك كاتدرائية توركو و مبنى أكاديمية توركو الرئيسي اللذان تضررا بشدة. يحتمل أن الكارثة قد وقعت نتيجة: لصيف جاف سبقها وتأجيجها بهبوب عاصفة من الليلة النارية وعدم وجود من يطفئ الحريق لأن أعداداً كبيرة من أهل المدينة راحوا لزيارة السوق في مدينة تامبيري ذاك اليوم. كانت الأضرار جسيمة وظلّت محسوسة لأمد طويل من الزمن . و قد خلـّف 27 ضحية ومئات من الجرحى و 11.000 شخصاً دون مأوى.